# Subantarctia fiordensis
Espèce
Subantarctia fiordensis est une espèce d'araignées aranéomorphes de la famille des Orsolobidae.

## Distribution
Cette espèce est endémique de Nouvelle-Zélande. Elle se rencontre dans la région de Southland.

## Étymologie
Son nom d'espèce, composé de fiord[land] et du suffixe latin -ensis, « qui vit dans, qui habite », lui a été donné en référence au lieu de sa découverte, Fiordland.

## Publication originale
- Forster, 1956  : New Zealand spiders of the family Oonopidae. Records of the Canterbury Museum, vol. 7, no 2, p. 89-169.